# Sun Mengran
Sun Mengran (chin.  孙梦然; ur. 16 lipca 1992 w Tiencinie) – chińska koszykarka, występująca na pozycji środkowej, reprezentantka kraju, multimedalistka międzynarodowych imprez koszykarskich, obecnie zawodniczka Bayi Kylin.
16 marca 2019 podpisała umowę z Atlantą Dream na okres obozu treningowego.

## Osiągnięcia
Stan na 2 sierpnia 2019, na podstawie, o ile nie zaznaczono inaczej.

### Drużynowe
- Wicemistrzyni Chin (2017, 2019[3])
- Brąz mistrzostw Chin (2010, 2011)

### Indywidualne
(* – nagrody przyznane przez portal asia-basket.com)
- MVP meczu gwiazd chińskiej ligi WCBA (2016, 2019)[4][5]
- Zaliczona do*:
  - I składu najlepszych zawodniczek krajowych WCBA (2017)[6]
  - II składu WCBA (2017)[6]
  - składu honorable mention ligi chińskiej (2014, 2015, 2018)[7][8][9]
- Uczestniczka meczu gwiazd ligi chińskiej (2014–2016, 2019)[4][5][7][7][8]

### Reprezentacja
- Mistrzyni igrzysk azjatyckich (2018)
- Wicemistrzyni Azji (2015)
- Brązowa medalistka mistrzostw Azji (2013, 2017)
- Zwyciężczyni kwalifikacji do igrzysk olimpijskich (2016)
- Uczestniczka:
  - mistrzostw świata:
    - 2014 – 6. miejsce, 2018 – 6. miejsce
    - U–19 (2011 – 9. miejsce)

  - igrzysk olimpijskich (2016 – 10. miejsce)
- Zaliczona do I składu mistrzostw Azji (2015)